# As noites do Rio / Aerolíneas Candombe
As noites do Rio / Aerolíneas Candombe es el vigésimo noveno álbum de estudio del músico uruguayo Rubén Rada. Fue editado por Montevideo Music Group y Dubas Música el 26 de marzo de 2021.

## Historia
As noites do Rio / Aerolíneas Candombe es un álbum de samba y candombe, cantado en portugués, creado por Rada como homenaje a su madre Carmen María Silva de origen brasileño. La canción "Nada sem o seu olhar" es cantada en portuñol.
La mayoría de las letras fueron escritas por el compositor y productor musical brasileño Ronaldo Bastos.
La canción "As noites do Rio / Aerolíneas Candombe", publicada en plataformas digitales como primer sencillo del álbum, es una regrabación de "Qui beleza" (música y letra de Rada), que Rada había grabado previamente para su álbum Pa'los uruguayos (1989).
En el álbum, Rada versiona "Travessia" de Milton Nascimento y Fernando Brandt. En su disco en vivo La cosa se pone negra (1983) ya había versionado otra canción de Nascimento y Brandt: "María, María". Y Milton Nascimento había grabado "Tudo" de Rada y Hugo Fattoruso en Sentinela (1980). Rada también había cantado algunos versos en portugués en su canción "Samba rock" del álbum Físico de rock (1991).
Participan como invitados, el músico Carlinhos Brown en la canción "Chão da Mangueira", segundo sencillo del álbum, la artista Tamy Duarte Acedo en la canción "Día da Morena" y el cantante brasileño Silva en la versión de "A menina do chapéu azul" que cierra el disco.
Intervienen en el álbum, entre otros, Gustavo Montemurro en teclados, programaciones, arreglos y mezcla, Nacho Mateu y Federico Righi en bajo, Nicolás Ibarburu, Matías Rada y Roberto "Palito" Elizalde en guitarra, Lucila Rada y Julieta Rada en coros y Fernando “Lobo” Nuñez. La producción musical es de Gustavo Montemurro.

### Videos
Se realizó un videoclip de la canción "Chão da Mangueira".

## Lista de canciones
| As noites do Río |                                           |                                   |          |  |
| N.º              | Título                                    | Escritor(es)                      | Duración |  |
| 1.               | «Chão da Mangueira» (con Carlinhos Brown) | Rubén Rada, Ronaldo Bastos        | 4:01     |  |
| 2.               | «Dia da Morena» (con Tamy)                | Rubén Rada, Ronaldo Bastos        | 2:40     |  |
| 3.               | «Nada sem o seu olhar»                    | Rubén Rada                        | 3:25     |  |
| 4.               | «A menina do chapéu azul»                 | Rubén Rada, Ronaldo Bastos        | 2:42     |  |
| 5.               | «Baião é água espraiada»                  | Rubén Rada, Ronaldo Bastos        | 3:50     |  |
| 6.               | «Carolina»                                | Rubén Rada                        | 3:09     |  |
| 7.               | «Sereia»                                  | Rubén Rada, Ronaldo Bastos        | 3:18     |  |
| 8.               | «Brasil»                                  | Rubén Rada, Ronaldo Bastos        | 3:51     |  |
| 9.               | «As noites do Rio / Aerolíneas Candombe»  | Rubén Rada, Ronaldo Bastos        | 6:41     |  |
| 10.              | «Travessia»                               | Milton Nascimento, Fernando Brant | 4:08     |  |
| 11.              | «A menina do chapéu azul» (con Silva)     | Rubén Rada, Ronaldo Bastos        | 2:43     |  |
| 40:00            |                                           |                                   |          |  |

## Músicos
- Ruben Rada: voz y percusión en 1, 2, 3, 4, 5, 6, 7, 8, 9, 10 y 11, batería en 6 y 10
- Gustavo Montemurro: teclados en 1, 2, 3, 4, 5, 6, 7, 8, 9 y 10, programación en 3, 7 y 8
- Nicolás Ibarburu: guitarra en 1, 2, 3, 5, 8 y 10
- Matías Rada: guitarra en 6 y 9
- Roberto "Palito" Elizalde: guitarra en 7
- Nacho Mateu: bajo en 1, 2, 3, 4, 7, 9 y 11
- Federico Righi: bajo en 5, 8 y 10
- Lucila Rada: coros en 1, 3, 5, 7 y 9
- Julieta Rada: coros en 1, 3, 5, 7 y 9
- Miguel Leal: trompeta en 1, 2, 3 y 6
- Artigas Leal: trombón en 1, 2, 3 y 6
- Santiago Gutiérrez: saxo en 1, 2, 3 y 6
- Mauro Pérez: armónica en 10
- Sacha Amback: piano y teclados en 11

Invitados:
- Carlinhos Brown: voz en 1
- Tamy: voz en 2
- Silva: voz en 11

## Ficha técnica
- Producción y arreglos: Rubén Rada y Gustavo Montemurro.
- Grabado por Gustavo Montemurro, estudio Las Manzanas, Montevideo, Uruguay.
- Remixado por Gustavo Montemurro y Rubén Rada, con expepción de “Dia da Morena”, remixada por Rodolfo Simor, Vitória (ES); “A Menina do Chapéu Azul (con Silva)”, remixada por Duda Mello, Río de Janeiro.
- Masterizado por Ricardo García (Magic Master), Río de Janeiro.
- Tapa del álbum por Beto Martins (Lisboa, Portugal).
- Fotografía de Carmen María Silva y Rubén Rada, del archivo personal de Rubén Rada.
- Dirección artística: Leo Pereda y Ronaldo Bastos.